# El viento en los sauces (serie de televisión)
El viento en los sauces (título original: The Wind in the Willows) es una serie de televisión británica de animación en stop motion que se emitió originalmente entre 1984 y 1987, basada en los personajes de la novela clásica de Kenneth Grahame de 1908.

## Generalidades
La serie continuó la historia de la película homónima de 1983, y los miembros originales del reparto de voces David Jason, Richard Pearson y Michael Hordern retomaron sus papeles. Sin embargo, Ian Carmichael, quien había aportado la voz de rata en la película, fue elegido como narrador, y la voz de dicho personaje fue realizada por Peter Sallis.
La serie fue producida por la empresa de animación Cosgrove Hall, con sede en Mánchester, y se emitió por la cadena ITV. En 1988 fue presentado un largometraje de una hora de duración, titulado A Tale of Two Toads. En 1990 se emitió una primera temporada de trece episodios bajo el título Oh, Mr. Toad, con un tema musical diferente. En algunos países, la cuarta temporada mantuvo el título original, y las cuatro temporadas se presentaron juntas con el título El viento en los sauces en formato de DVD.

## Personajes

### Principales
- Topo (Richard Pearson) - Tímido, amable y honesto, Topo vive en una modesta casa subterránea llamada Mole End. Aunque en el libro aparecía como protagonista principal, su papel en la serie es menor en comparación con personajes como Sapo.

- Rata (Peter Sallis) - El mejor amigo de Topo. Un animal común y corriente, amable y con un gran amor por la poesía y la música, y una gran pasión por el río en el que vive.

- Tejón (Michael Hordern) - La figura paterna del grupo. Respetado por todos por su inteligencia y valor. Era amigo del difunto padre de Sapo y le gusta el ajedrez y la pintura sobre lienzo. Autoritario y maduro, pero con un fuerte sentido de la justicia, siempre intenta mantener a Sapo y a las Comadrejas alejadas de los problemas.

- Sapo (David Jason) - El rico propietario de Toad Hall, la mejor casa del condado. Arrogante, egoísta e ignorante, es sin embargo carismático, de buen humor y se preocupa mucho por sus amigos. Siempre se lanza a todo tipo de nuevas locuras, sin mucha consideración. A menudo se mete en problemas, lo que hace que sus amigos lo salven.